# George Conditt IV
George Conditt IV (ur. 22 sierpnia 2000 w Chicago) – amerykańsko-portorykański koszykarz, reprezentujący Portoryko, olimpijczyk z Paryża 2024.

## Kariera

### Kariera reprezentacyjna
W reprezentacji Portoryka zadebiutował podczas eliminacji do Mistrzostw Świata 2021. Z reprezentacją wziął udział w Mistrzostw Świata 2023 oraz w Igrzyskach Olimpijskich w Paryżu w 2024.

### Kariera klubowa
Grał w lidzie uniwersyteckiej dla drużyny Uniwersytetu Stanu Iowa (sezony 2018-2022). W 2022 wystąpił w Gigantes de Carolina (liga Baloncesto Superior Nacional). Następnie grał w greckim Promitheas Patras (sezon 2022–2023; liga A1 Ethniki), ponownie w Gigantes de Carolina (2023), w Rip City Remix (sezon 2023–2024; liga NBA G League) i ponownie w Gigantes de Carolina (2024). Na sezon 2024–2025 podpisał kontrakt z hiszpańskim Dreamland Gran Canaria (liga Liga ACB).

## Życie prywatne
Urodził się i wychował w Chicago, w Stanach Zjednoczonych. Reprezentuje Portoryko, z którego pochodzi jego matka.